# Монастир бернардинів (Сокаль)
Монастир бернардинів (Сокаль) — історична пам'ятка XVII століття. Монастир ренесансного стилю монахів-бернардинів із костелом Діви Марії, розташований на березі річки Західний Буг у місті Жвирка біля Сокаля.

## Історія
Костел та монастир отців бернардинів розпочали будувати 2 липня 1604 року під наглядом отця Бернарда Авелідеса, який будував Львівський костел бернандинів, а з 1614 року під керівництвом отця Кипріяна Куклінського.
Комплекс був побудований на болотистій місцевості (лівий низький рівнинний берег Західного Бугу), що потребувало зміцнення фундаменту (глибокий рів з вільховими палицями засипати шлаком з  негашеним вапном, залитим олією).
Нава і вівтар костелу побудовані після 1611 року, тодіж звели баню і вежу, а також оздобили інтер'єр. Вівтар костелу виготовлено за ігумена Павла Ленчицького в  1613 році. Також ігумен змінив первісне планування монастиря  — монастирський корпус розташував з південного боку костелу, який також було розбудувано. Проте вже в 1617 році ігумен Вінцентій Моравський продовжив робудовувати монастир з північної сторони костелу, як передбачав первісний проєкт.
Новий вівтар Матері Божої замінив первісний скромний вівтар за о. Лаврентія Пруса (1621-1623 роки). Хори і органи костелу були побудовані в  1633-1634 роках за кошти Яна Ґральського і Себастяна Павловського.
Найпомітнішою з подій, яку монастирська хроніка занотувала, було перебування в Сокалі Гетьмана України Богдана Хмельницького. Хроніка датує цю подію 1655 роком, хоча правдоподібніше мало це місце 1648 і, очевидно, не в тому освітленні, яке подає хроніка, що пише:
| Хмельницький, зайнявши дня 9 листопада опущене місто Сокаль, наступав завзято на укріплений монастир, де шукала захисту довколишня шляхта з жінками і майном. Невеличка горстка оборонців хоробро опиралася величезним силам напасників, але коли в нових наступах козацтво почало вдиратися на мури й обложені засумнівалися в успішність дальшої оборони, з'явилася на воздухах Найвища Опікунка монастиря і вірного її люду в ясній шаті, кинула страх на козацтво і освободила Господнє прибіжище. Хмельницький відступив від монастиря і розложився табором під лісом Валявкою; відсіля він почав слати листи до монастиря, бажаючи здобути його підступом; хотячи дізнатися про силу залоги, попросив, щоб йому можна було помолитися до чудотворної ікони. Позискавши дозвіл, вибрався зі своїм слугою Василем Прокоповичем до монастиря, де впущений, бачучи мало людей, почав укладати зараз злочинні пляни. Але зустріла його негайна кара; бо коли він станув перед вівтарем Богородиці й коли відслонено перед ним чудотворну ікону, поражений незвичайним блиском і ясністю, осліп. П'ять годин тривала сліпота козацького геть¬мана, після чого, внаслідок гарячих мольб ченців і народу, та свого власного каяття, прозрів. За цю ласку дарував гетьман для монастиря срібну чашу наповнену дукатами й відступив з-під Сокаля, йдучи на Львів, відкіля написав до ігумена монастиря лист з подякою. |
Монастир було ліквідовано в 1784 році, а костел став парафіяльним і був таким до Другої світової війни. Після пожежі 1843  року, яка відбулась через необережність одного з монахів, в монастирі залишились вежа, дзвіниця та ризниця, а після пожежі 1870 року залишились дві башти та рештки мурів. Монастир був відбудований в 1848 році та 1872 році (під керівництвом архітектора Едварда Куна) відповідно. Чергові руйнування комплекс зазнав під час Першої світової війни, зокрема в 1915 році.
В 1951 році монахи покинули монастир внаслідок того, що монастир відійшов до СРСР через радянсько-польський обмін ділянками територій. Бібліотеку і архіви монахи перевезли до Кракова до архіву Львівської архідієцезії.
В 1951–1958 роках в монастирських приміщеннях діяв інтернат для перестарілих. Далі в приміщенні комплексу з 26 лютого 1958 року розташувалась в’язниця суворого режиму № 47. У радянський період костелі і келії охоронялась як пам'ятка архітектури Української РСР (№ 488 (1, 2)).
27 березня 2012 року в комплексі відбулася чергова пожежа, яка знищила костел, дзвіницю та колишні келії.
Монастирський комплекс будувався та підтримувався за пожертви короля Зигмунда III, житомирського старости Яна Тишкевича, Яна Замойського та його сина Томаша, Міколая Зебжидовського, Станіслава Жолкєвського, Юрія Мнішека, магнатських родів Даниловичів та Собєських.

## Архітектура
Комплекс складався з костелу,  вежі-дзвіниці, келій та оборонних мурів з вежами, східними та південними в’їзними воротами. Східні ворота зруйновані в1838 році, а південні в XX столітті. Костел побудований з цегли, структурно тринавний та  чотиристовповий. Одна з нав є трансептом, східна і західна сторони якого є причілками в яких розташовані каплиці Святої Анни та Чудотворної Ікони Богородиці. Також костел мав притвор на заході з високим двосхилим дахом. Купол центральної частини нави розташований під дахом та увінчаний ліхтарем. Між трансептом і вівтарем в північно-східному куті костелу розташовується квадратна чотириярусна годинникова вежа з банею в бароковому стилі з ліхтарем. Фронтон храму з пілястрами та  капітелями в іонійському ордері. Фасад має триярусний причілок з круглим вікном, оточеним волютами. В крипті храму було поховано ченці, світські особи польської шляхти.
Двоповерхові келії коридорного типу та інші монастирські споруди були розташовані по периметрі комплексу, оточуючи подвір'я. Північно-західний та північно-східний корпуси комплексу побудовані як бастіони. Також в комплексі були великі приміщення для спільних заходів монахів: трапезна, бібліотека, зал засідань.

## Легенда

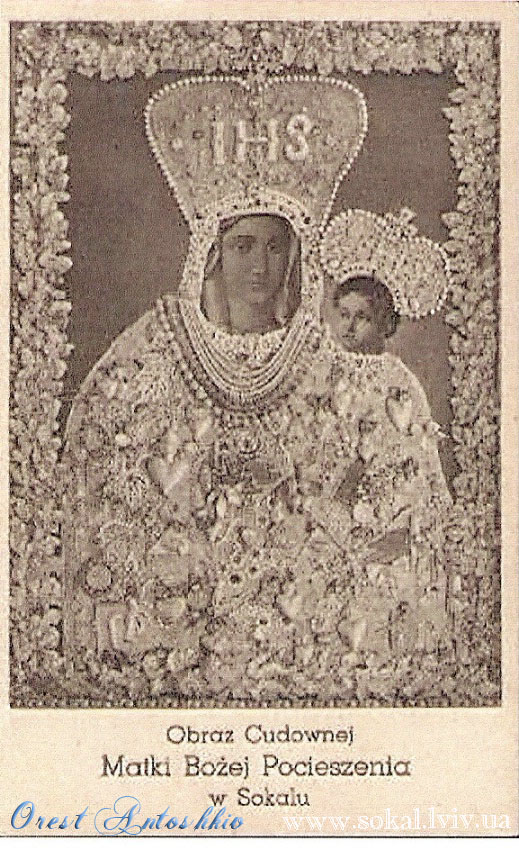
Ікона сокальської Матері Божої Потішення

Легенда розповідає про чудотворну ікону Богородиці, яка колись була у цьому монастирі. За словами тієї легенди, жив за часів короля Ягайла литвин Якуб Венжик, що, охрестившися, почав малювати ікони. Втративши зір, відбув він прощу до чудотворної ікони Богородиці в Ченстохові, де оздоровився і з дяки за ласку, вирішив вималювати ченстоховську Богородицю. Не можучи відразу намалювати ікони, тричі їздив до Ченстохови, а коли повернувся з третьої прощі, застав свою, ледве підмальовану, ікону готовою. Признав це чудом і помістив ікону в стародавньому сокальському костелі.